# Nakamura Koki
Koki Nakamura (sinh ngày 20 tháng 5 năm 1992) là một cầu thủ bóng đá người Nhật Bản.

## Sự nghiệp câu lạc bộ
Koki Nakamura đã từng chơi cho Fujieda MYFC.